# 땡땡

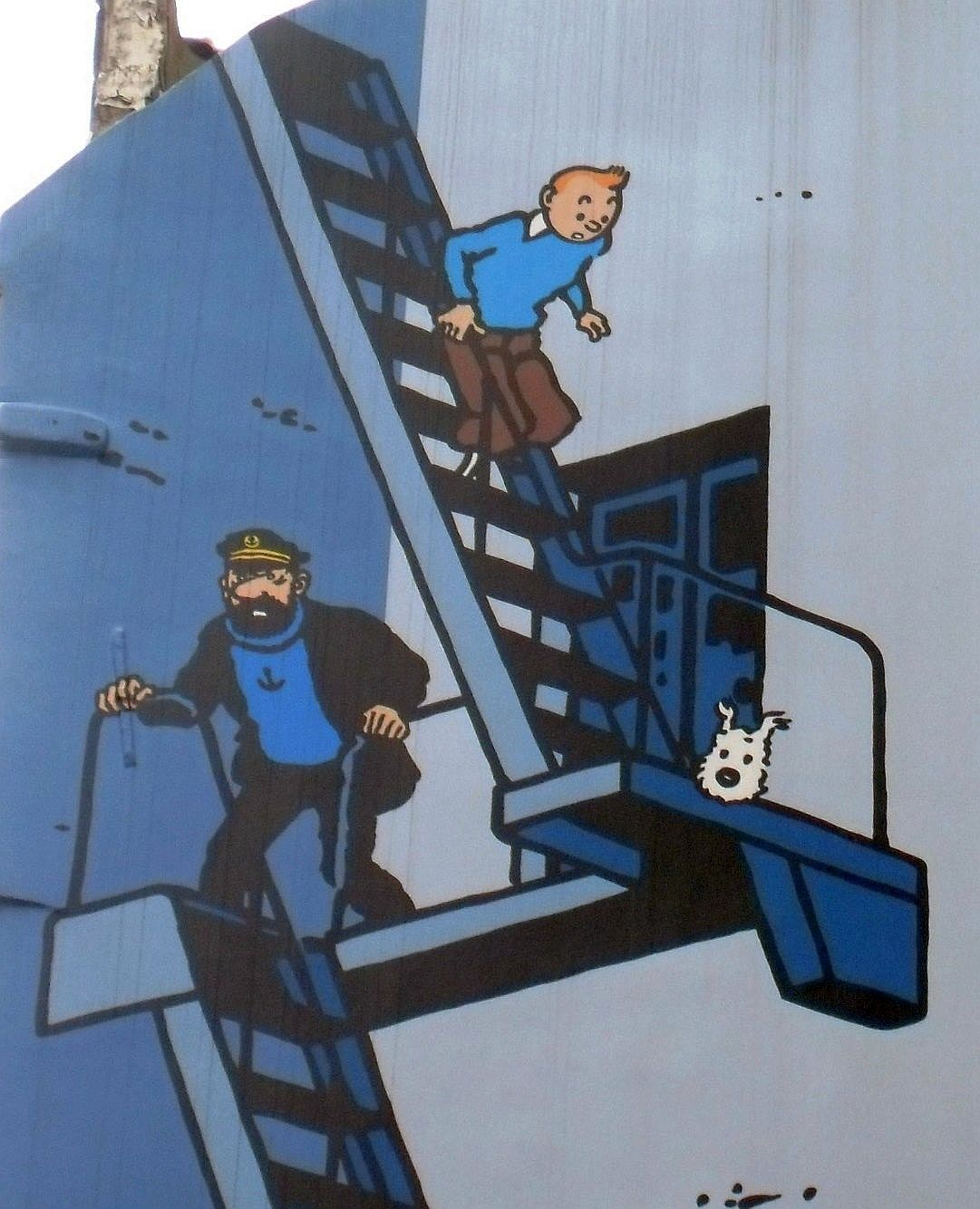

땡땡(프랑스어: Tintin)은 에르제의 벨기에 만화 《땡땡의 모험》의 주인공이다. 그는 세계를 탐험하는 탐방기자다. 그러나 에르제가 모험들을 쓰면서 오히려 탐정 활동을 한다. 시리즈가 거의 끝났을땐 아예 탐험가같이 활동한다. 나이는 한 14살에서 19살이다. 왜 이름이 땡땡인지는 안 알려져있다. 땡땡은 운전할 수 있고 수영도 잘한다. 그는 모스 부호도 잘 안다. 자동차, 오토바이, 비행기와 탱크도 고칠수 있다. 그는 똑똑하고 당연히 자신을 보호할 수 있다. 아독 선장과 해바라기 박사와 같이 달에 가본적이 있다. 26 Labrador Road에 살다가 라캄의 보물에서 아독 선장과 물랭사르 성에 살게 되었다.